# Zvonko Lovrenčević
Zvonko Lovrenčević (Bjelovar, 23. listopada 1911. – Rugvica, Dugo Selo 11. siječnja 1990.)  - hrvatski etnolog, etnomuzikolog, sakupljač narodnog blaga. Poznat je po nadimcima Kvak i Cincek. Najznačajniji je bjelovarski kulturni djelatnik u 20. stoljeću.
Rođen je u Bjelovaru 1911. godine. Školovao se u Đurđevcu i Osijeku. Pohađao je Učiteljsku školu u Zagrebu, a završio je u Karlovcu. Bio je nastavnik u Martijancu kraj Ludbrega, Malom Erjavcu kraj Ozlja i u Severinu kraj Bjelovara. 
Bio je sakupljač kulturnog blaga bilogorskog, moslavačkog i podravskog kraja. Putovao je biciklom po selima, razgovarao s ljudima i radio bilješke. Osobito je vrijedne zapise napravio na Bilogori. Hrvatska etnografkinja i folkloristica Marija Novak je istakla da je Lovrenčević slutio duboku starinu nekih hrvatskih običaja, a njoj samoj je bio iznimna potpora u njenom radu. Imao je izuzetan talent za komunikaciju s ljudima. Bio je ravnatelj Glazbene škole u Bjelovaru i ravnatelj Gradskog muzeja u Bjelovaru. Radio je kao savjetnik u Oblasno-kulturnom Savezu Oblasti Bjelovar. U suradnji sa slikarom Ivanom Generalićem i dr. suradnicima osnovao je oko 50 folklornih društva. Sakupljao je narodnu baštinu, proučavao je narodne plesove, pjesme, nošnje i običaje. Spašavao je od zaborava napjeve, stare glazbene instrumente (jedinke, dvojnice, dude, tamburice samice), poslovice, stara vjerovanja i sl. Skladao je i svirao tamburašku glazbu, priređivao je smotre foklora. 
Vodio je brigu o ugroženim kulturno-povijesnim spomenicima. Bio je predsjednik bjelovarskog Ogranka folklorista. Bilježio je jezično blago bjelovarsko-podravskog kraja, što je tiskamo u Bjelovarskom zborniku 1990. i 1991. u suradnji s prof. Dragutinom Grganićem. Pisao je televizijske i filmske scenarije. Bio je suradnik Televizije Zagreb, Večernjeg lista, Bjelovarskog lista i dr. 
Proučavao je arheološka nalazišta, sredovjekovne utvrde, okupljao je arheologe amatere i izrađivao arheološke karte. Proučavao je i biljke, radio je herbarije i vodio zapažanja o prirodi. Organizirao je izviđačke izlete u prirodi i logorovanja. Zanimao se za numizmatiku, astronomiju i astrologiju. 
Preko 50 godina vodio je istraživački i sakupljački rad, što je ostavio u zapisima, koji su objavljeni postumno poput knjige "Folklorna glazba Bilogore" 1994. godine. Godinu dana nakon smrti, 1991., u Domu kulture u Bjelovaru održana je priredba "Kvaku u spomen".